# La Tunique
Série
Les Gladiateurs
(1954)
Pour plus de détails, voir Fiche technique et Distribution.
La Tunique (titre original : The Robe) est un péplum américain réalisé par Henry Koster, sorti en 1953. Il est surtout connu pour être le premier film exploité en CinemaScope dans l'histoire du cinéma. Une suite sortira l'année suivante : Les Gladiateurs, avec Victor Mature dans le même rôle. Les deux films ont été tournés en même temps en 1953.

## Synopsis
Pour avoir défié l'empereur Caligula sur un marché aux esclaves, Marcellus, jeune tribun romain, est exilé à Jérusalem. Contre son gré, il dirige la crucifixion de Jésus tout en ignorant l'identité de ce dernier. Il recueille sa tunique. Marqué par cette relique, il se convertit à la foi chrétienne, tout comme son esclave Demetrius, avec les risques que cela comporte.

## Fiche technique
- Titre original : The Robe
- Titre français : La Tunique
- Réalisation : Henry Koster
- Scénario : Philip Dunne, Gina Kaus adapté du roman éponyme de Lloyd C. Douglas, paru en 1942
- Photographie : Leon Shamroy
- Musique : Alfred Newman
- Montage : Barbara McLean
- Costumes : Charles Le Maire, Emile Santiago
- Société de production et de distribution : Twentieth Century Fox
- Langue : anglais
- Format : couleur (Technicolor)
- Version 35 mm • 2.55:1 (Cinémascope) • Son 4 pistes magnétiques stéréo (Western Electric Recording) et copies mono son 1 piste optique
- Version gonflée au 70 mm • 2.20:1 • son 6 pistes stéréo
- Genre : péplum
- Durée : 135 minutes
- Dates de sortie : 
  - États-Unis : 16 septembre 1953
  - Royaume-Uni : 19 novembre 1953
  - France : 4 décembre 1953
- Affiches : Boris Grinsson, Roger Soubie (France)

## Distribution
- Richard Burton (VF : André Falcon) : le tribun Marcellus Gallio
- Victor Mature (VF : Jean Martinelli) : Demetrius
- Jean Simmons (VF : Rolande Forest) : Diana
- Michael Rennie (VF : Marc Valbel) : Pierre
- Dean Jagger (V.F : Maurice Pierrat) : Justus
- Jay Robinson (V.F : René Bériard) : l'empereur romain Caligula
- Richard Boone (V.F : Serge Nadaud) : Ponce Pilate, gouverneur de la Judée
- Betta St. John : Miriam
- Jeff Morrow (V.F : Marcel Raine) : Paulus
- Ernest Thesiger  (V.F : Jean d'Yd) : l'empereur romain Tibère
- Dawn Addams (V.F : Beatrice Brunel) : Junia
- Frank Pulaski (V.F : Claude Péran) : Quintus
- Francis Pierlot (V.F : Paul Ville) : Dodinius, l’astrologue
- Sally Corner (V.F : Henriette Marion) : Cornelia
- Ford Rainey (V.F : Raymond Loyer) : le commandant de la galère
- Ben Astar (V.F : Pierre Morin) : Cleandre
- Marc Snow (V.F : Roger Rudel) : le vendeur d'esclaves
- Torin Thatcher : Le sénateur Gallio
- Donald C. Klune[1] : Jésus de Nazareth (on ne voit pas son visage dans le film)

Acteurs non crédités
- Michael Ansara : Judas
- Sam Gilman : un capitaine de navire
- Rosalind Ivan : Julia
- Merrill McCormick : un citoyen
- Jay Novello : Tiro

## Récompenses et nominations
- Le film a remporté trois Oscars : 
  - Direction artistique
  - Meilleurs décors
  - Meilleur costumes
- Nommé aux Oscars pour :
  - Meilleur acteur (Richard Burton)
  - Meilleure photographie (Leon Shamroy)
  - Meilleur film (Henry Koster)
- Golden Globe du meilleur film

## Approximations historiques
Malgré l'attention portée à l'histoire et à la culture romaine, cette œuvre est une fiction qui a pris des libertés avec la vérité historique. Ainsi, l'épouse de l'empereur Tibère, Julia (39 av. J.-C. - 14 apr. J.-C.), bannie de Rome par son père Auguste bien avant l'accession de Tibère au trône, était déjà morte. Et les premiers chrétiens, qui n'ont pas causé de « troubles » avant le règne de Claude, ne se sont pas implantés si tôt à Rome. Les personnages, comme par exemple Marcellus Gallio ou son esclave Demetrius, sont fictifs. Hormis Ponce Pilate, sur lequel on possède au demeurant peu d'informations, on ne connaît pas les noms d'autres Romains ayant participé à la crucifixion, et on dispose de peu d’informations sur la vie en Palestine à l'époque, et sur les premiers chrétiens. Les documents sur l'époque, très rares, proviennent surtout des écrits[Lesquels ?] de l'historien romain Flavius Josèphe, qui vécut entre 37/38 et 100, sous l'empereur Trajan, (98 - 117). Et encore, Flavius Josèphe ne fait-il que quelques allusions aux chrétiens, tout comme son contemporain Tacite. Les sources historiques, très rares, proviennent surtout des Évangiles, écrits plusieurs dizaines d'années après les faits et discutés parmi les historiens. Enfin, des reliques, comme la Sainte Tunique et bien d'autres (morceaux de la Croix, clous, etc., ont circulé d'église en église dès le Moyen Âge[réf. nécessaire].

## Autour du film
- Le film connut un immense succès au box-office des États-Unis avec un rapport de 36 millions USD.
- Une suite a été tournée en même temps que La Tunique : Les Gladiateurs (Demetrius and the Gladiators), film réalisé par Delmer Daves avec Victor Mature dans le rôle-titre (1954).
- En France, La Tunique est sorti accompagné en première partie du court métrage de Marcel Ichac, Nouveaux Horizons, démonstration technique du procédé anamorphique CinemaScope.
- Le film est évoqué dans le 224e des 480 souvenirs cités par Georges Perec dans Je me souviens.

## Galerie

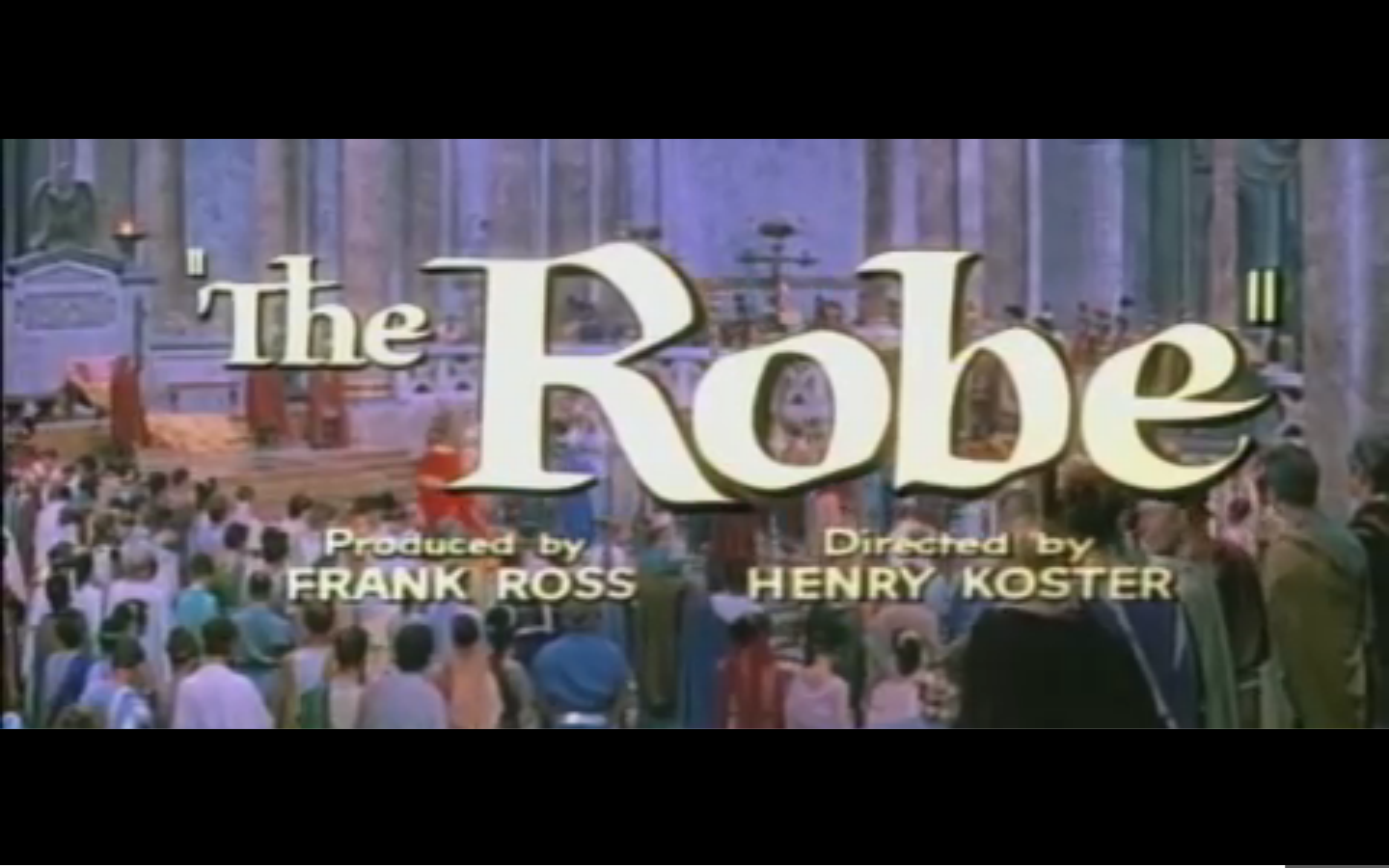
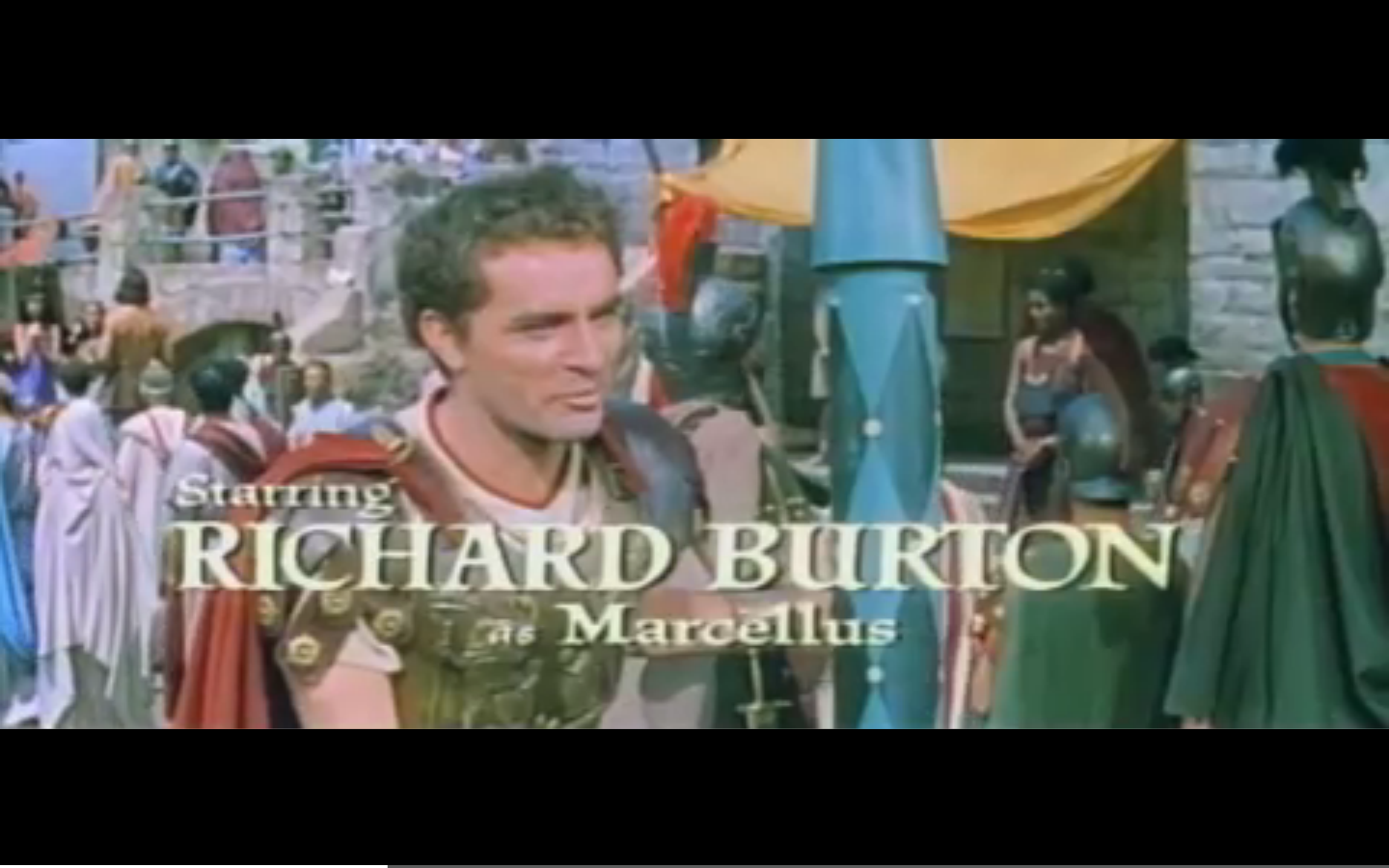
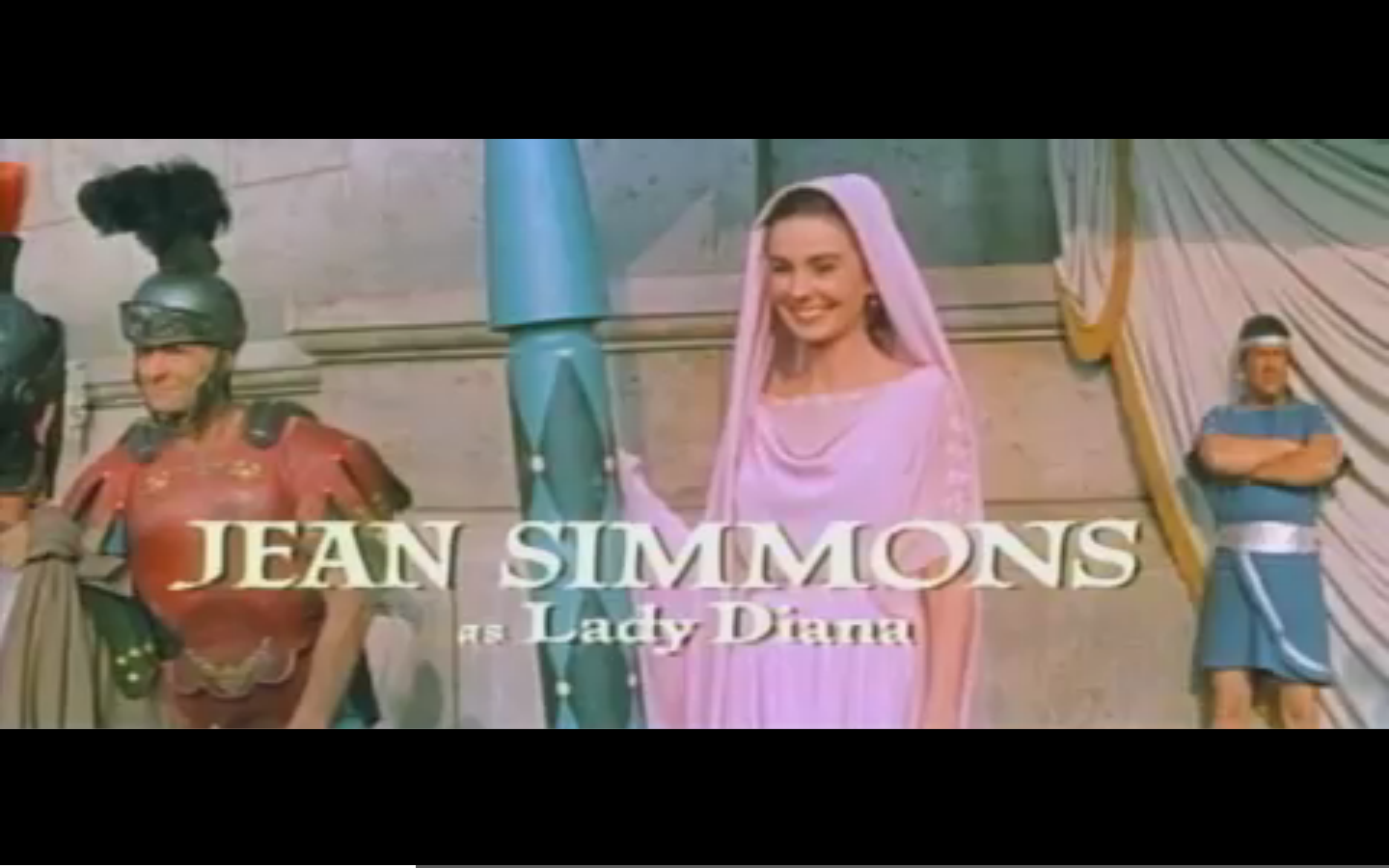
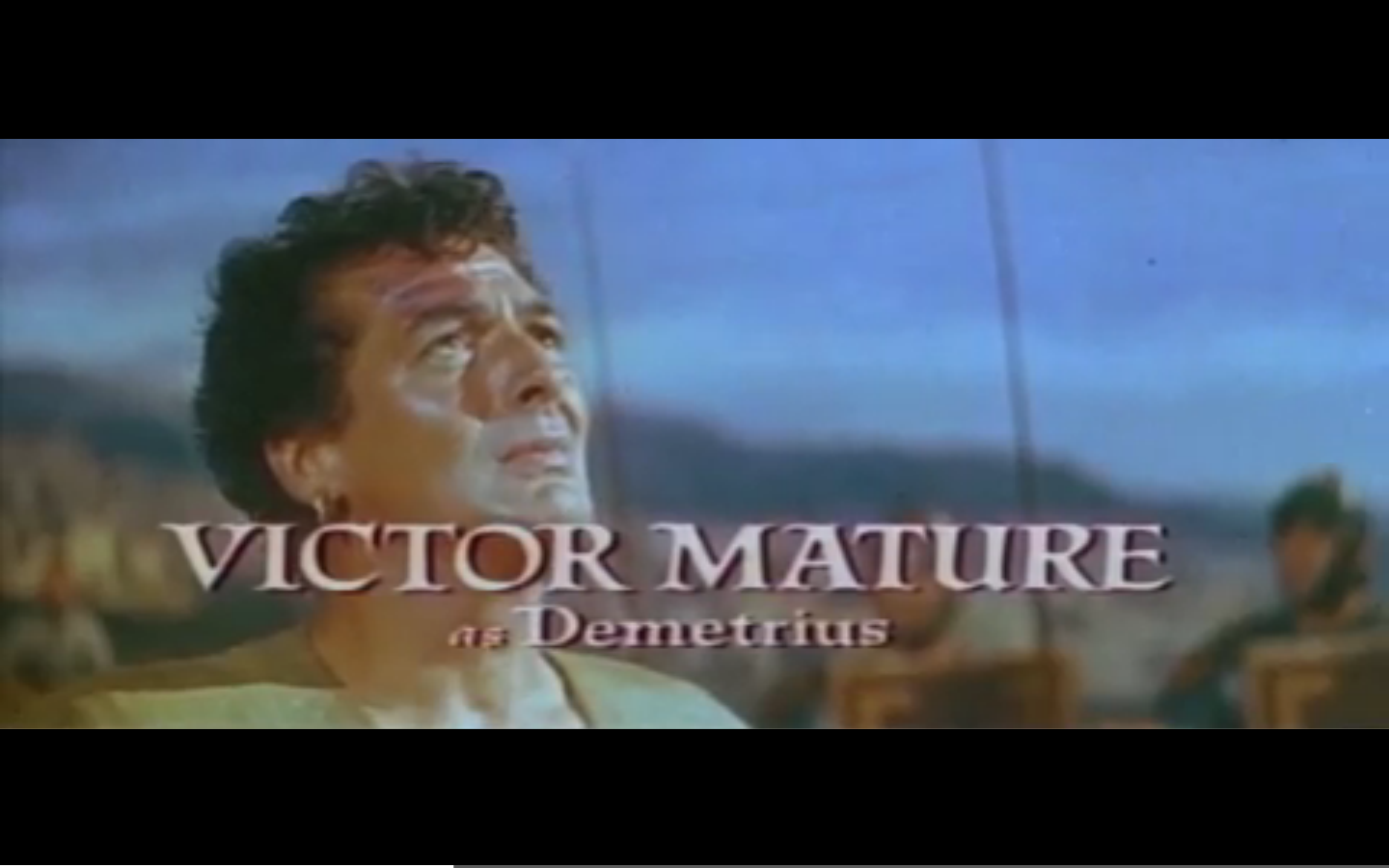
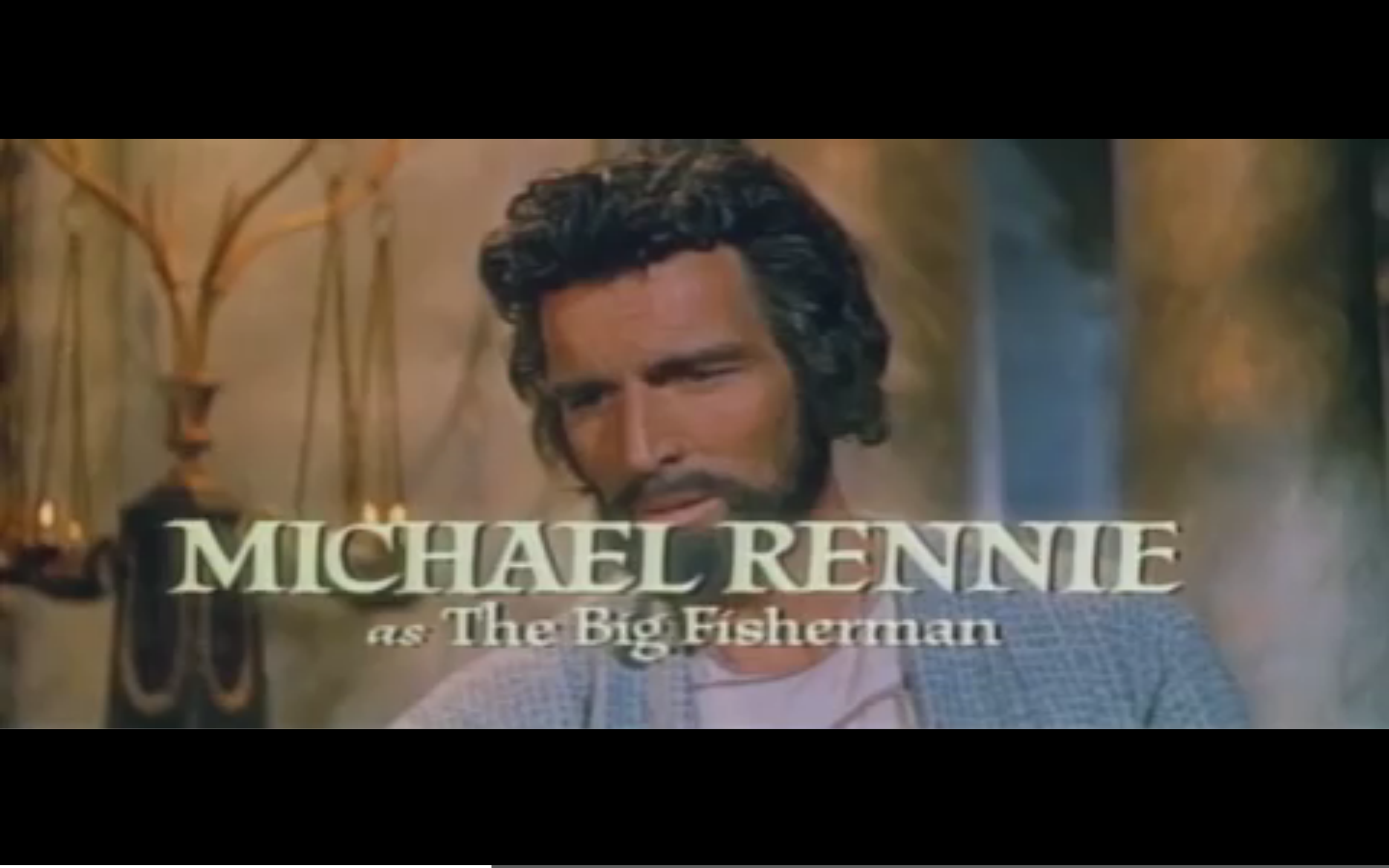